# Matiašovce
Matiašovce (Hongaars: Szepesmátyásfalva, Duits: Matshaus ) is een Slowaakse gemeente in de regio Prešov, en maakt deel uit van het district Kežmarok.
Matiašovce telt 788 inwoners.